# Austrelatus leptos
Austrelatus leptos (лат.) — вид жуков-плавунцов рода Austrelatus из подсемейства Copelatinae (Dytiscidae). Новая Гвинея. Видовое название A. leptos происходит от греческого прилагательного, означающего «тонкий, изящный, стройный» и указывающее на маленький, вытянутый габитус вида.

## Распространение
Встречается в Папуа — Новой Гвинее на острове Новая Гвинея (провинция Сандаун, Bewani Stn., 03°05,130’S, 141°10,227’E, на высоте 300 м над уровнем моря). Этот вид был собран в небольших лесных водоёмах.

## Описание
Мелкие жуки-плавунцы, длина 4,4—4,5 мм. Представителей можно отличить от близких видов по следующей комбинации признаков:
стройные жуки, пронотальные бока субпараллельные, надкрылья без бороздок и с более узкой жёлтой базальной полосой. Коготки передних лапок маца почти равные по размеру и форме. Голова желтовато-коричневая. Антенны, другие головные придатки, а также передние и средние ноги желтовато-коричневые, задние ноги темнее, все ноги темнее дистально. Брюшная сторона желтовато-коричневая. Надкрылья гладкие, без бороздок (формула бороздок 0+0, а также небольшие размеры, удлинённый стройный габитус, окраска и форма срединного доли гениталий отличает этот вид от всех других).